# Обоени Програм
„Обоени Програм“ (на сръбски: Obojeni Program) е сръбска ню уейв и алтернативен рок група от Нови Сад, формирана през 1980 г.

## Дискография
- Најважније је бити здрав (1990)
- Овај зид стоји криво (1991)
- Пријатељу кочнице ти нераде баш све (1992)
- Обојени Програм (1993)
- Верујем ти јер смо исти (1994)
- Или 5 минута испред тебе (1996)
- Сва срећа генерал воли децу (1999)
- Ако нисам добра, шта ћемо онда? (2001)
- Да ли је то човек или је машина? (2004)
- Играчке се возе левом руком (2009)
- Космос у твом срцу (2009)
- Како то мислиш: ми (2012)